# Basket Brescia 1980-1981
Questa voce raccoglie le informazioni riguardanti il Basket Brescia nelle competizioni ufficiali della stagione 1980-1981.

## Roster
- G. Motta[1]
- Giordano Marusic[1]
- Garrett[1]
- Palumbo[1]
- Fabio Fossati[1]
- Hunger[1]
- Silvano Motta[1]
- Marco Solfrini[1]
- Ario Costa[1]
- Carlo Spillare[1]
- Allenatore:  Riccardo Sales[1]